# Nikola Schipkowensky
Nikola Schipkowensky (geboren 19. Dezember 1906 in Trojan; gestorben April 1976) war ein bulgarischer Neurologe und Psychiater.

## Leben
Nikola Schipkowensky war Sohn eines Lehrers und einer Handwerkerstochter. Er besuchte die Schule in Trojan und in Plewen. Er studierte Medizin in Sofia, begann seine Psychiatrieausbildung dort bei Nikolai Michailowitsch Popov (1860–
1939) und wurde 1934 mit einer Dissertation über das Problem des Schlafes promoviert. Schipkowensky nahm 1934 seine ärztliche Tätigkeit als Landarzt in Oreschak und dann als Stadtarzt in Trojan auf. Er ging 1936 mit einem Stipendium für ein Jahr zur weiteren Ausbildung nach München zu Oswald Bumke, dem er seine Arbeit Schizophrenie und Mord widmete. Danach arbeitete er in Sofia an der Universitätsklinik und dort ab 1944 in der Psychiatrischen Klinik, wo er 1954 eine Professur erhielt.
Schipkowensky veröffentlichte 1954 die erste Monografie zur Psychiatrie in bulgarischer Sprache. Er erhielt den Titel Verdienter Forscher und die Ehrenbürgerschaft der Stadt Russe.

## Schriften (Auswahl)
Schriftenverzeichnis bei Pongratz, 1977, S. 358–360
- Schizophrenie und Mord. Ein Beitrag zur Biopsychopathologie des Mordes. Berlin : J. Springer, 1938
- Wesen der Hysterie und der Hypochondrie. Sonderdruck. Berlin : Springer-Verlag, 1942
- Pathologische Reaktionen der Persönlichkeit : Neurosen und psychogene Psychosen. Wien : W. Maudrich, 1960
- Schwachsinn und Verbrechen : Geistesschwäche und Zurechnungsfähigkeit. Jena : G. Fischer, 1962
- Iatrogenie oder befreiende Psychotherapie? Der psychische Einfluss des Arztes auf seine Patienten. Leipzig : Hirzel, 1965

autobiografisch
- Nikola Schipkowensky, in: Ludwig J. Pongratz: Psychiatrie in Selbstdarstellungen. Bern : Huber, 1977 ISBN 3-456-80307-9, S. 326–360